# SRWare Iron

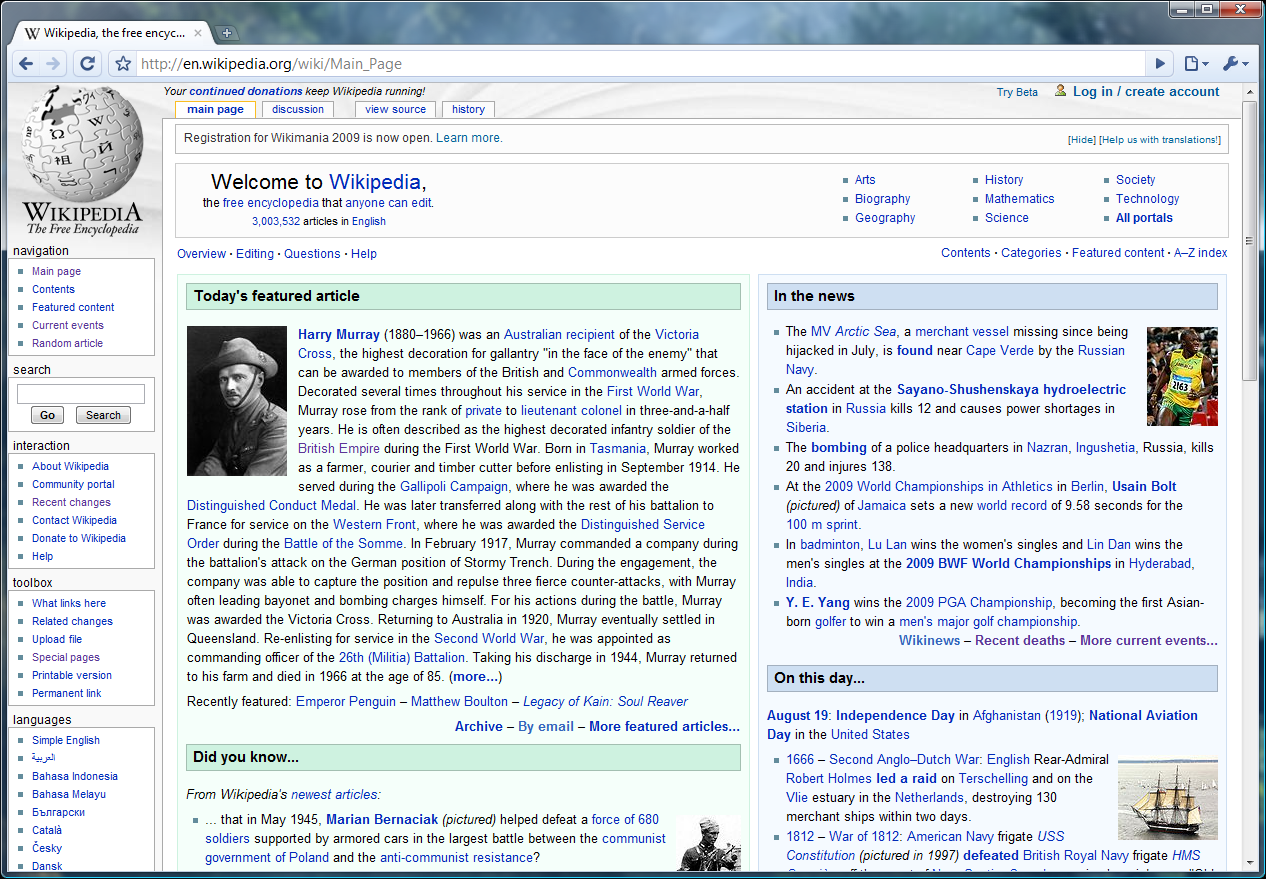
SRWare Iron的软件截图，运行于Windows Vista

SRWare Iron，或简称Iron，是基于Chromium浏览器源碼开发的一个专有的网页浏览器，主要目的在于去除谷歌浏览器追踪使用情况等可能侵犯用户隐私的功能。所支援的系统包括Windows、Linux和Mac OS X。
Iron浏览器于2008年9月18日首次发布。

## 与谷歌浏览器的区别
下列谷歌浏览器可能侵犯用户隐私的功能在Iron浏览器被移除：
- RLZ-Tracking
- Client-ID
- Timestamp
- Suggest
- Alternate Error Pages
- Error Reporting
- Google Updater
- URL-Tracker

Iron浏览器内置了一个广告拦截功能的adblocker，而谷歌浏览器则没有。推荐的网上应用店是“www.chrome-plugins.info”网站，与chrome不同。而且同chromium一样的是：不内置Flash Player，还有PDF阅读器。不集成H.264和MP3解码器。

## 资料来源
1. ↑  .   [2010-07-28]. （原始内容存档于2012-04-07）.